# سكوت جاكوبسون
سكوت جاكوبسون (بالإنجليزية: Scott Jacobson)‏ هو كاتب سيناريو ومنتج تلفزيوني أمريكي، ولد في 1977.

## وصلات خارجية
- سكوت جاكوبسون على موقع IMDb (الإنجليزية)
- سكوت جاكوبسون على موقع ميوزك برينز (الإنجليزية)
- سكوت جاكوبسون على موقع قاعدة بيانات الفيلم (الإنجليزية)